# Bruno Breguet
Bruno Breguet (auch Bréguet, * 29. Mai 1950 in Muralto, Tessin; verschollen seit dem 12. November 1995) war ein Schweizer Terrorist, der der Gruppe des als «Carlos» bekannt gewordenen Ilich Ramírez Sánchez angehörte.

## Leben

### Frühe Jahre
Bruno Breguet wurde am 29. Mai 1950 als Sohn einer Tessiner Familie in Muralto bei Locarno geboren. Er studierte an der Universität Genf. Mit etwa 20 Jahren setzte er sich für Freiheitsbewegungen im Umfeld der 1966 von Kuba gegründeten «Organisation für Solidarität mit den Völkern Asiens, Afrikas und Lateinamerikas» (OSPAAAL) ein. Ebenso interessierte er sich für die Sache der Palästinenser im israelisch-palästinensischen Konflikt, insbesondere nach dem Attentat in Kloten 1969, bei dem ein palästinensisches Kommando ein israelisches Verkehrsflugzeug angegriffen hatte, wobei einer der Attentäter ums Leben kam und die drei weiteren in der Folge von der Schweizer Justiz zu zwölf Jahren Haft verurteilt wurden. Breguet begab sich nach Beirut, um Kontakt mit der für den Anschlag verantwortlichen Volksfront zur Befreiung Palästinas (PFLP) aufzunehmen. Bei seiner Rückkehr in die Schweiz musste er feststellen, von Interpol gesucht zu werden. Er verliess sein Heimatland wieder und schiffte sich in Venedig nach Israel ein.

### Terroristische Aktivitäten und Haft
Am 23. Juni 1970 wurde er im Hafen von Haifa von israelischen Behörden festgenommen, die bei ihm zwei Kilogramm Sprengstoff fanden. Er wurde zu 15 Jahren Haft verurteilt. Aufgrund der Unterstützung durch ein Schweizer Komitee und einen Aufruf zu seiner Freilassung, der von zahlreichen Intellektuellen aus Frankreich, Italien, der Schweiz und anderen Ländern unterzeichnet wurde, darunter Roland Barthes, Louis Althusser, Gilles Deleuze, Félix Guattari, Michel Foucault, Jacques Le Goff, Edgar Morin, Jean-Paul Sartre, Simone de Beauvoir, Friedrich Dürrenmatt, Günter Grass, Noam Chomsky, Dario Fo, Franco Fortini und Alberto Moravia, setzte sich die Schweiz schliesslich für seine Entlassung aus der Haft ein, die 1977 auch erfolgte. Seine während der Zeit in israelischer Gefangenschaft geführten Aufzeichnungen veröffentlichte Breguet 1980 unter dem Titel La scuola dell’odio («Die Schule des Hasses»).
In den folgenden Jahren schloss sich Breguet der Organisation von Ilich Ramírez Sánchez («Carlos») an. 1982 wurde er in Paris mit Magdalena Kopp festgenommen; die beiden waren im Besitz von Waffen und Sprengstoff. Er wurde zu vier Jahren Gefängnis verurteilt. In Deutschland wird Breguet verdächtigt, am Bombenanschlag auf das Gebäude von Radio Free Europe in München am 21. Februar 1981 beteiligt gewesen zu sein, bei dem acht Personen verletzt wurden. Die deutsche Justiz erliess deshalb im August 1996 einen Haftbefehl gegen ihn.

### Späteres Leben und ungeklärtes Verschwinden
Nach seiner Entlassung aus französischer Haft 1985 liess er sich in Griechenland nieder, wo bereits seine Lebensgefährtin und die gemeinsame Tochter lebten und wo er als Zimmermann arbeitete.
Im November 1995 begab er sich mit seiner Familie auf eine Reise in die Schweiz, deren erste Etappe von Griechenland zum italienischen Hafen Ancona auf dem Seeweg erfolgte. Die italienischen Behörden verwehrten Breguet jedoch die Einreise und schickten ihn auf dem Schiff Lato, auf dem er gekommen war, wieder zurück. Das letzte Mal wurde er kurz vor dem Anlegen im griechischen Hafen Igoumenitsa gesehen. Seither ist Breguet verschollen.

### Erklärungen, Ermittlungen und Mutmassungen zum Verbleib
Am 5. Januar 1996 reichte Breguets Anwalt bei der schweizerischen Bundesanwaltschaft eine Klage ein, in der erklärt wurde, Breguet sei durch griechische Sicherheitsdienste illegal festgenommen worden. Die Bundesanwaltschaft bat daraufhin das Eidgenössische Departement für auswärtige Angelegenheiten um Nachforschungen bei den griechischen Behörden zum Aufenthaltsort Breguets.
Das griechische Innenministerium veröffentlichte am 8. Januar 1996 eine Erklärung zu Breguets Verschwinden. Darin bestätigte sie, dass sich Breguet an Bord der Lato befunden habe und wenige Minuten vor dem Ausschiffen verschwunden sei. Seine Identitätskarte sei zunächst im Besitz des Schiffsführers verblieben, der sie den griechischen Behörden übergeben habe. Breguet befinde sich, so das Ministerium in seinem Kommuniqué, entgegen den Angaben seiner Familie und seines Anwalts nicht in griechischer Haft.
Über Breguets Verschwinden wurden in den Medien verschiedene Vermutungen geäussert. Insbesondere wurde gemutmasst, er sei unter Mitwirkung französischer oder israelischer Geheimdienste, der NATO oder der CIA entführt worden. Ebenso wurde in der Presse kolportiert, Breguet sei bei einem Verhör in einem geheimen Gefängnis der CIA in Ungarn ums Leben gekommen. Die Schweizer Regierung erklärte am 22. Mai 1996 als Antwort auf eine parlamentarische Anfrage des Nationalrats Jean Ziegler, ihre Nachforschungen bei den griechischen Behörden seien ohne Erfolg geblieben.
Im August 2001 wurden menschliche Skelettreste am Strand von Igoumenitsa gefunden. Erste Untersuchungen legten nahe, dass es sich um die sterblichen Überreste Breguets handeln könnte, denn der Zeitpunkt des Todes wurde von Gerichtsmedizinern auf etwa sechs Jahre vor dem Fund geschätzt, und die Knochen stammten von einem 40- bis 45-jährigen Mann. Eine DNA-Analyse ergab allerdings, dass die Gebeine mit hoher Wahrscheinlichkeit nicht von Bruno Breguet stammten.

### CIA-Agent
Der Schweizer Historiker und Geheimdienstexperte Adrian Hänni belegt in dem 2023 erschienenen Buch Terrorist und CIA-Agent, dass Breguet spätestens ab 1991 für den amerikanischen Geheimdienst CIA als Agent tätig war. In den CIA-Akten wird Breguet unter dem Decknamen FDBONUS/1 geführt und er soll ein monatliches Salär von 3000 US-Dollar erhalten haben. Mit Breguets Hilfe versuchte die CIA unter anderem auf die Spur von «Carlos» zu kommen.
Auch Hännis Enthüllungen enthalten keine sicheren Angaben dazu, was im November 1995 vor der griechischen Küste wirklich mit Bruno Breguet passiert ist. In seinem Buch zieht Hänni drei Szenarien in Betracht: Breguet könne untergetaucht sein, einem Racheakt von Carlos zum Opfer gefallen sein oder mit der Hilfe der CIA eine neue Identität in den USA angenommen haben.

## Werke
- La scuola dell’odio – sette anni nelle prigioni israeliane. La Pietra, Mailand 1980, OCLC 10099831 (italienisch).
  - Neuauflage: La scuola dell’odio – sette anni nelle prigioni israeliane. Red Star Press, Rom 2015, ISBN 978-88-6718-069-1 (italienisch).

## Dokumentarfilm
- Olmo Cerri: La scomparsa di Bruno Bréguet. 2024, 97 Min.[8]